# Zaton (Bijelo Polje)
Pour les articles homonymes, voir Zaton.
Zaton (en serbe cyrillique: Затон) est un village du nord-est du Monténégro, dans la municipalité de Bijelo Polje.

## Église Saint-Jean-Baptiste
L'église Saint-Jean-Baptiste de Zaton remonte au IXe ou au Xe siècle. Elle a été endommagée pendant la période ottomane et, à nouveau, pendant la Seconde Guerre mondiale. Au début du XXIe siècle, elle a été restaurée sous la direction de l'architecte Jovan Nešković, qui a également travaillé à la rénovation de l'église du monastère de Đurđevi Stupovi à Stari Ras.

## Démographie

### Évolution historique de la population[1]
| 1948 | 1953 | 1961 | 1971  | 1981  | 1991 | 2003 |
| ---- | ---- | ---- | ----- | ----- | ---- | ---- |
| 869  | 917  | 960  | 1 069 | 1 118 | 917  | 930  |